# Stazione di Porto Empedocle Centrale
La stazione di Porto Empedocle, detta anche Porto Empedocle Centrale per distinguerla dagli altri scali cittadini, è la principale stazione ferroviaria della città di Porto Empedocle, in provincia di Agrigento. Un tempo era un importante scalo di merci e di interscambio tra linee a differente scartamento.

## Storia
La stazione ferroviaria di Porto Empedocle fu, storicamente, uno dei più importanti scali ferroviari siciliani del Novecento in quanto stazione terminale di una tra le prime ferrovie dell'isola, la Palermo-Girgenti-Porto Empedocle e della più importante linea a scartamento ridotto dell'isola, la Castelvetrano-Porto Empedocle. La stazione ferroviaria di Porto Empedocle si collegava inoltre anche a tutti i punti di imbarco delle miniere di zolfo sparse nell’area di Agrigento, svolgendo un importante ruolo per quanto riguarda il commercio delle risorse minerarie della Sicilia, dato che la maggior parte di queste passavano per Porto Empedocle prima di essere smistate e vendute.
La sua importanza diminuì in seguito all'inaugurazione della nuova stazione di Agrigento Centrale, negli anni trenta.
Della costruzione della Palermo-Girgenti-Porto Empedocle si iniziò a parlarne nel 1860, quando diversi gruppi imprenditoriali che gestivano l'attività estrattiva in Sicilia, chiesero alle istituzioni del tempo di costruire una strada ferrata che collegasse i centri minerari dell'isola con la costa. Lo scopo principale era, infatti, quello di raggiungere i punti di imbarco (caricatori) del minerale di zolfo dell'area di Casteltermini, Montedoro, Comitini, Racalmuto e, quindi dirigersi su Porto Empedocle. La linea venne completamente attivata nel 1876 e quando nel 1885 passò alla gestione della Società per le Strade Ferrate della Sicilia, la cittadina marinara, con il suo porto, era già diventata un centro industriale di prim'ordine. Nel 1906 la linea fu riscattata dalla neonata Ferrovie dello Stato; nel 1907 erano pronti i progetti di un collegamento, tramite un percorso in parte costiero, con i comuni della parte occidentale dell'isola, congiungendo Porto Empedocle con Castelvetrano.
Il 20 giugno 1910 il primo tronco della ferrovia, da Castelvetrano a Selinunte, di 13,112 km, entrava in esercizio. I lavori andarono avanti lentamente fino al 2 luglio 1923 quando con l'attivazione del tratto da Sciacca a Ribera di 22,083 km si poté finalmente percorrere l'intera linea; però, giunti a Porto Empedocle, si era obbligati al trasbordo sulla linea a scartamento normale se si voleva raggiungere la stazione di Girgenti, (dal 1927 Agrigento Bassa), che distava 5 km dal centro cittadino.
Porto Empedocle quindi, nel 1923, divenne capolinea di due direttrici ferroviarie a diverso scartamento. Vennero edificate altre stazioni: la prima, a pochi metri dalla “centrale” di via Lincoln, denominata “Porto Empedocle Succursale” si affacciava al porto e segnava il crocevia del traffico merci con ampio fascio di binari sia a scartamento normale che a scartamento metrico (ridotto). La seconda era denominata “Porto Empedocle Cannelle”, nell'omonimo quartiere, a pochi metri dalla via Roma e dalla Torre Carlo V sulla linea per Castelvetrano. L'ultima, invece, era ubicata in località Punta Piccola, zona al tempo inaccessibile se non mediante la ferrovia.
Nel 1933, con l'inaugurazione della nuova stazione di Agrigento Centrale, il capolinea della tratta ferroviaria proveniente da Palermo venne spostato nel capoluogo, mentre i collegamenti con Porto Empedocle vennero affidati a treni locali per garantire il proseguimento sulla linea per Castelvetrano. Una scelta, quest'ultima, che se non danneggiava oltremodo il traffico merci locale, fiorente fino agli inizi degli anni sessanta era estremamente disagevole ed antieconomica nel caso di merci e passeggeri provenienti da Castelvetrano e in prosecuzione su carri e carrozze a scartamento ordinario. Per far fronte a questo problema, nel 1951, venne posata una terza rotaia nel tratto compreso tra Porto Empedocle e Agrigento Bassa che consentiva a tutti i treni a scartamento ridotto di proseguire fino alla stazione di Agrigento Centrale, già attrezzata con il doppio scartamento, e di congiungersi ad Agrigento Bassa, con la linea, sempre a scartamento ridotto, per Naro e Licata. Sempre agli inizi degli anni cinquanta, l'introduzione di nuove automotrici RALn 60, determinò un aumento del trasporto ferroviario di viaggiatori: i nuovi mezzi, infatti, rispetto ai vecchi treni a vapore, permettevano un viaggio più comodo e breve tra Agrigento e Castelvetrano. Le RALn 60 trasportavano inoltre, ogni giorno, numerosi pendolari provenienti da diverse zone dell'agrigentino e del trapanese, che raggiungevano lo stabilimento Akragas della Montecatini di Porto Empedocle.
A partire dalla metà degli anni cinquanta si diffuse in Italia l'idea che la ferrovia in generale fosse un mezzo obsoleto da abbandonare progressivamente in favore dei trasporti su gomma. Ciò produsse disposizioni di legge che portarono alla dismissione di numerose tratta ferroviarie o linee complete; in Sicilia vennero dismesse molte ferrovie secondarie tra cui la Agrigento-Naro-Licata e la Lercara-Cianciana-Magazzolo. La Porto Empedocle-Castelvetrano, invece, resistette ancora a lungo a questa teoria di soppressioni dell'esercizio ferroviario, sia per la carenza di adeguate alternative di collegamento stradali, che per un ancora significativo traffico viaggiatori. In particolare, a Porto Empedocle, i residenti utilizzavano le automotrici RALn 60 per raggiungere il mare usando il treno. Quando nel 1966 una rovinosa frana colpì i quartieri nord occidentali di Agrigento e rese impossibile ai treni il transito verso la stazione Centrale, la ferrovia di Porto Empedocle fu l'unica infrastruttura in grado di affrontare l'emergenza: da Castelvetrano, Sciacca e Ribera, partivano numerosi treni merci, trainati da locomotive a vapore. Nonostante tutto, a partire dai primi anni settanta si iniziò progressivamente a ridurre i servizi viaggiatori nella tratta Porto Empedocle-Castelvetrano. Contemporaneamente l'inaugurazione di diversi tratti ammodernati lungo la Strada statale 115 Sud Occidentale Sicula diede il colpo di grazia alla più importante linea a scartamento ridotto della Sicilia.
Nel 1976, dopo alcune opere di manutenzione effettuate nel ponte Sant'Anna, nell'omonima contrada, nel cuore della valle dei templi di Agrigento, venne eliminata la terza rotaia che permetteva alle automotrici provenienti da Porto Empedocle di raggiungere il capoluogo. Fu il preludio della fine: nel febbraio del 1978 la tratta tra Porto Empedocle ed Agrigento venne declassata a raccordo e tutti i treni fino a Ribera sostituiti con autoservizi. Stessa sorte toccò al secondo tronco della linea Castelvetrano-Ribera il 1º gennaio 1986. Agli inizi degli anni ottanta la caratteristica cintura ferroviaria a scartamento ridotto che divideva il paese dal porto, fu trasformata in strada carrozzabile, ovvero l'odierna via Empedocle. Venne risparmiata una piccola porzione della stazione Porto Empedocle Succursale, a scartamento ordinario.
Nel 1985 le Ferrovie dello Stato elettrificarono la linea Palermo-Agrigento fino a Porto Empedocle. La stazione di Porto Empedocle rimase in attività e presenziata fino al 1994: la vastissima area ferroviaria, venne utilizzata per gli accantonamenti, numerosi, di carri da demolire.
Nell'estate 2001 venne inaugurato, in via del tutto sperimentale, il servizio a spola tra Agrigento e Porto Empedocle che prevedeva una fermata intermedia al sito archeologico del tempio di Vulcano. Da allora annualmente, in occasione della settimana della Sagra del Mandorlo in fiore, lungo la linea viaggiano treni speciali che consentono ai cittadini di Porto Empedocle di raggiungere agevolmente il capoluogo.
Dal febbraio 2010 l'Associazione Ferrovie Kaos, collabora con l'Ente Gestore alla pulizia e alla manutenzione della grande aerea ferroviaria. Dal maggio 2010, Ferrovie Kaos organizza, in collaborazione con Trenitalia e la Regione Siciliana alcuni treni speciali, riservati a studenti e turisti. Il convoglio che partendo da Agrigento, transita per la Valle dei Templi fino ad arrivare a Porto Empedocle, è stato battezzato Akragas Express.
Il 23 aprile 2014, la Fondazione FS Italiane annuncia attraverso un comunicato stampa di aver inserito la linea Agrigento Bassa-Porto Empedocle tra le quattro ferrovie turistiche italiane.

## Stazione museo
Dal novembre 2014 l'area ferroviaria di Porto Empedocle, per le numerose testimonianze di archeologia industriale ancora presenti e perfettamente conservate, è vincolata dalla Soprintendenza ai Beni Culturali di Agrigento e con decreto dell'assessorato regionale all'identità siciliana classificata come parco ferroviario per ospitare un importante museo che continua a ricevere sempre nuovi cimeli da esporre.. Nel gennaio 2015 anche il Ministero ai Beni Culturali ha premiato con una menzione speciale l'ente gestore per il recupero posto in essere.
La stazione, ospitando diversi cimeli dell'archeologia industriala siciliana, è un raro esempio di Stazione Museo, svolgendo in un lato i compiti di stazione ferroviaria, mentre in un altro lato mostra un vero e proprio pezzo di storia siciliana, con numerosi reperti in esposizione che racchiudono l’essenza dell'industria ottocentesca, conservando numerosi impianti di archeologia industriale, principalmente di carattere ferroviario, i quali sono rimasti in funzione fino a qualche decennio fa, prima dell’elettrificazione della stazione, avvenuta durante gli anni ottanta.

## Strutture e impianti

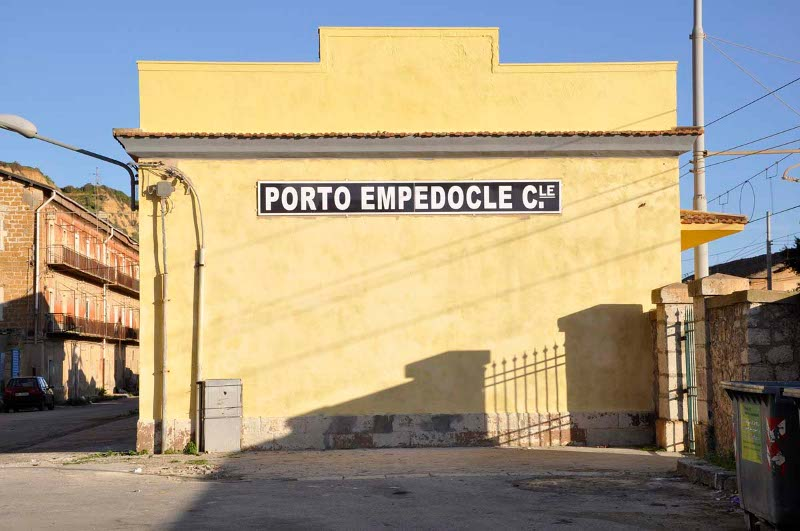
Ingresso stazione Porto Empedocle via Lincoln

L'edificio della stazione di Porto Empedocle Centrale si presenta con corpo centrale a sette luci e due elevazioni, con annesso corpo laterale ad una sola elevazione un tempo adibito ad ufficio gestione merci, personale viaggiante e distaccamento Polfer. Di fronte al fabbricato viaggiatori esiste un ulteriore fabbricato che ospitava, fino al 1978, un bar, il dopolavoro ferroviario ed uno spogliatoio.
Nella vasta area ferroviaria oltre al fabbricato che ospitava il luogo in cui trascorrevano le pause i ferrovieri, con annessa mensa e gli alloggisono presenti numerosi reperti di archeologia ferroviaria; tra i vari reperti storici si possono ancora oggi ammirare:
- l'antica rimessa delle locomotive a vapore con annesse colonne idrauliche per il relativo rifornimento
- la piattaforma girevole a doppio scartamento
- 2 torri dell'acqua
- 3 colonne idrauliche per il rifornimento delle locomotive a vapore
- 2 pesa carri
- il grande magazzino utilizzato per stivare le merci che arrivavano dalle miniere di zolfo, in cui si trovano anche tutti gli strumenti che venivano utilizzati dagli operai del tempo.[4]

In passato era presente un binario di raccordo con l'area ex Montedison con relativa asta di manovra.

## Servizi
La stazione, dopo i lavori di recupero, dispone di:
- Biglietteria a sportello
- Sala d'attesa
- Servizi igienici